# Viadana
Viadana est une commune italienne d'environ 19 800 habitants, située dans la province de Mantoue, dans la région Lombardie, en Italie du Nord.
La ville est entourée de digues pour se protéger des crues du Pô et de grands espaces destinées surtout à la culture du blé et du froment.

## Monuments et patrimoine
- Diverses constructions s'élèvent sur les vieilles fortifications de Viadana, comme la mairie, l'énorme place Matteotti, les galeries et les arcs vers l'église Santa Maria Assunta et San Cristoforo in Castello (XVIIe siècle).
- Église de San Martino et San Nicola (XVe siècle).
- La bibliothèque publique Luigi Parazzi qui contient d’intéressants écrits du XVe siècle, le parc municipal ou le parc Rimembranza. Derrière ce parc se trouvent le palais Padeletti et l'église Santa Maria (XVIIIe siècle) et à gauche une horloge solaire.
- À proximité de la place Matteotti se trouve l'église San Rocco et San Sebastiano (XVIe siècle). Cette église a été construite sur les vestiges d'un oratoire du 700 ap. J.-C.
- Récemment inauguré (2007), le musée archéologique Don Antonio Parazzi (1823-1899, archiprêtre de Viadana, historien et archéologue).

## Administration
| Période                                  | Période  | Identité        | Étiquette       | Qualité |
| ---------------------------------------- | -------- | --------------- | --------------- | ------- |
| 30 mai 2006                              | En cours | Giovanni Pavesi | Centro-Sinistra |         |
| Les données manquantes sont à compléter. |          |                 |                 |         |

### Hameaux
Banzuolo, Bellaguarda, Bocca Chiavica, Buzzoletto, Cavallara, Cicognara, Cizzolo, Cogozzo, Sabbioni, Salina, San Matteo delle Chiaviche, Squarzanella

### Communes limitrophes
Boretto, Borgoforte, Brescello, Casalmaggiore, Commessaggio, Dosolo, Gazzuolo, Marcaria, Mezzani, Motteggiana, Pomponesco, Sabbioneta, Suzzara

### Évolution démographique
Habitants recensés

## Sport
- Aironi Rugby
- Rugby Viadana

## Infrastructures
La gare ferroviaire de Brescello-Viadana, mise en service en 1883 et qui apparaît dans quatre des cinq films de la série Don Camillo réunissant Fernandel et Gino Cervi, est située sur le territoire de la ville limitrophe de Brescello.

## Jumelages
- Alba Iulia (Roumanie) depuis 2006
- Kleszczow (Pologne) depuis 2006

## Personnalités liées à la ville
- Giovanni Tassoni, anthropologue, né à Viadana